# Elio Corno
Elio Corno (Milano, 25 aprile 1946 – Novara, 9 marzo 2025) è stato un giornalista e opinionista italiano.

## Biografia
Noto per essere un giornalista tifoso dell'Inter, fu per molti anni responsabile della pagina sportiva de il Giornale e ospite fisso (sino alla stagione calcistica 2012/2013) alla trasmissione Il processo di Biscardi. Nel 2002 iniziò a collaborare con la trasmissione Qui studio a voi stadio, trasmessa da Telelombardia e da varie emittenti del Nord Italia. Era conosciuto anche per i "siparietti" con il suo collega e rivale Tiziano Crudeli, sostenitore del Milan, e anche con il giornalista romano Franco Melli.
A dicembre 2006 passò alla trasmissione Diretta stadio... ed è subito goal! sulla rete televisiva 7 Gold assieme a Tiziano Crudeli, tornando a collaborare con Aldo Biscardi nella trasmissione Il processo di Biscardi. Nel febbraio 2016 decise di lasciare 7 Gold dopo nove anni. A novembre 2021 tornò a far parte degli ospiti di Diretta stadio... ed è subito goal! sempre sulla rete televisiva 7 Gold.
Morì a Novara il giorno del 117esimo compleanno dell'Inter il 9 marzo 2025 all'età di 78 anni. I funerali vengono svolti quattro giorni dopo, in forma laica, ad Arona, dove risiedeva da anni.

## Vita privata
Dal suo matrimonio nacquero due figlie di nome Veronica e Aurora.

## Opere
- Il vangelo del vero anti-milanista, Eco, 2005, ISBN 88-8113-324-5.